# Alejo Macelli
Alejo Agustín Macelli (San Pedro, 2 marzo 1998) è un calciatore argentino, centrocampista del Monagas.

## Carriera
Macelli ha iniziato la sua carriera calcistica con le maglie di Paraná, Banfield de San Pedro, Independiente de Avellaneda e Mitre. Nel 2019 è stato acquistato dal Def. Unidos con cui ha giocato tre stagioni in Primera B Metropolitana. Nel 2023 è passato al Dep. Merlo sempre in terza divisione.
Il febbraio 2024 è stato acquistato dagli uruguaiani del Cerro.

## Statistiche

### Presenze e reti nei club
Statistiche aggiornate al 21 maggio 2024.
| Stagione        | Squadra         | Campionato      | Campionato | Campionato | Coppe nazionali | Coppe nazionali | Coppe nazionali | Coppe continentali | Coppe continentali | Coppe continentali | Altre coppe | Altre coppe | Altre coppe | Totale | Totale | Totale |
| Stagione        | Squadra         | Comp            | Pres       | Reti       | Comp            | Pres            | Reti            | Comp               | Pres               | Reti               | Comp        | Pres        | Reti        | Pres   | Reti   |        |
| --------------- | --------------- | --------------- | ---------- | ---------- | --------------- | --------------- | --------------- | ------------------ | ------------------ | ------------------ | ----------- | ----------- | ----------- | ------ | ------ | ------ |
| 2019-2020       | Def. Unidos     | PBM             | 4          | 0          | CA              | 0               | 0               |                    | -                  | -                  |             | -           | -           | 4      | 0      |        |
| 2021            | Def. Unidos     | PBM             | 30         | 2          |                 | -               | -               |                    | -                  | -                  |             | -           | -           | 30     | 2      |        |
| 2022            | Def. Unidos     | PBM             | 27         | 3          | CA              | 0               | 0               |                    | -                  | -                  |             | -           | -           | 27     | 3      |        |
| 2023            | Dep. Merlo      | PBM             | 22         | 1          | CA              | 0               | 0               |                    | -                  | -                  |             | -           | -           | 22     | 1      |        |
| 2024            | Cerro           | PD              | 10         | 1          | CU              | 2               | 0               |                    | -                  | -                  |             | -           | -           | 12     | 1      |        |
| Totale carriera | Totale carriera | Totale carriera | 93         | 7          |                 | 2               | 0               |                    | -                  | -                  |             | -           | -           | 95     | 7      |        |

## Palmarès

### Competizioni nazionali
- Primera B Metropolitana: 1

Defensores Unidos: 2022